# Locomotive STB Ed 3/4 11-14
Le locomotive Ed 3/4 11 ÷ 14 erano un gruppo di locotender di rodiggio 1-3-0, costruite originariamente per l'esercizio della svizzera Seetalbahn (ferrovia Emmenbrücke-Lenzburg), in seguito cedute ad altre società.

## Storia
Le locomotive, costruite dalla SLM di Winterthur nel biennio 1902-1903, si affiancarono alle altre già in servizio sulla linea dal 1882.
Con l'elettrificazione della linea, avvenuta nel 1910, la Seetalbahn (sigla STB) cedette le proprie locomotive ad altre società:
- l'unità 11 fu ceduta nel 1914 alla Huttwil-Wolhusen-Bahn (HWB) presso la quale assunse il numero 17[2], quindi nel 1926 fu venduta in Francia;
- le unità 12 e 14 passarono nel febbraio 1916[2] alla Società Veneta, che aveva acquisito locomotive da altre compagnie ferroviarie elvetiche (FFS e BLS). Furono immesse nel parco rotabili della "Veneta" componendo il gruppo 36 (l'unità 12 divenne la nº 361, l'unità 14 la nº 360), e furono inizialmente in servizio sulle linee friulane, passando nel 1926 alla ferrovia Arezzo-Stia[3]. Sulla linea toscana le due locomotive fornirono un buon servizio al traino di treni merci e passeggeri, permettendo un forte aumento della composizione dei treni[4]. Durante la Seconda guerra mondiale la locomotiva 361 fu minata e distrutta (sarà demolita nel 1948), mentre la 360, utilizzata dalla Wehrmacht, fu recuperata presso la stazione di Indicatore dove era stata abbandonata[5]. La locomotiva 360 fu quindi ceduta dalla "Veneta" alla LFI[6], prestando servizio fino all'elettrificazione della ferrovia Casentinese; accantonata, fu venduta nel 1958 alla Ferrotramviaria che la utilizzò per la costruzione della ferrovia Bari-Barletta e per i treni merci. Accantonata nel 1966, fu ceduta alle Acciaierie e Ferriere Pugliesi di Giovinazzo presso le quali fu demolita[7].
- l'unità 13 fu ceduta nel settembre 1915 alla Schweizerische Sodafabrik di Basilea[2], successivamente assorbita dalla Solvay[8]; rimase in servizio sino al 1965.

## Caratteristiche
Le Ed 3/4 11 ÷ 14 erano locotender a vapore saturo a semplice espansione, a 2 cilindri esterni con distribuzione Walschaerts. Avevano una potenza di 580 CV e una velocità massima di 45 km/h. Il rodiggio era 1-3-0.

## Prospetto delle unità
| Numerazione STB | Anno di costruzione | N. costruzione | Note                            |
| --------------- | ------------------- | -------------- | ------------------------------- |
| 11              | 1902                | 1423           | Ceduta alla HWB                 |
| 12              | 1902                | 1424           | Ceduta alla SV                  |
| 13              | 1902                | 1425           | Ceduta ad un'azienda di Zurzach |
| 14              | 1903                | 1510           | Ceduta alla SV                  |